# Polystichum shin-tashiroi
Polystichum shin-tashiroi är en träjonväxtart som beskrevs av Kurata. Polystichum shin-tashiroi ingår i släktet Polystichum och familjen Dryopteridaceae. Inga underarter finns listade.